# Firstpost
Firstpost es un sitio web de noticias y medios de la India. El sitio es parte del conglomerado de medios Network 18 propiedad de Reliance Industries, que también administra CNN-News18 y CNBC-TV18.
El grupo Network 18 fue originalmente propiedad de Raghav Bahl. En enero de 2012, el grupo recibió una inversión de Reliance Industries de Mukesh Ambani mediante una emisión de derechos de hasta 2700 millones de rupias.

## Historia
En mayo de 2013, el grupo de noticias se fusionó con la edición india de Forbes, cuyos cuatro principales directores editoriales, incluido el editor en jefe Indrajit Gupta, fueron despedidos. El evento provocó un furor mediático.
En abril de 2020, Jaideep Giridhar es el editor ejecutivo de Firstpost en Mumbai, mientras que Sanjay Singh es el editor ejecutivo adjunto.